# Agapostemonoides hurdi
Agapostemonoides hurdi är en biart som beskrevs av Roberts och Brooks 1987. Agapostemonoides hurdi ingår i släktet Agapostemonoides och familjen vägbin. Inga underarter finns listade i Catalogue of Life.